# الربوتات اليابانية
ثمة تنوع كبير في الربوتات اليابانية، مثل الإنسان الآلي الترفيهي، أندرويد، الحيوانات (ذات أربعة أرجل)، روبوتات، روبوتات اجتماعية، ربوتات حراسة وغيرها الكثير. وكل هذه الربوتات لها مميزات مختلفة عن بعضها.
صناعة الربوتات مهمة في اليابان أكثر من أي مكان آخر في العالم. هناك 250 ألف موظف في مجال صناعة الروبوتات في اليابان ويتوقع أن يصبح هذا العدد مليوناً خلال 7 سنوات قادمة والعوائد مقدرة ب 70 مليار دولار في 2025.

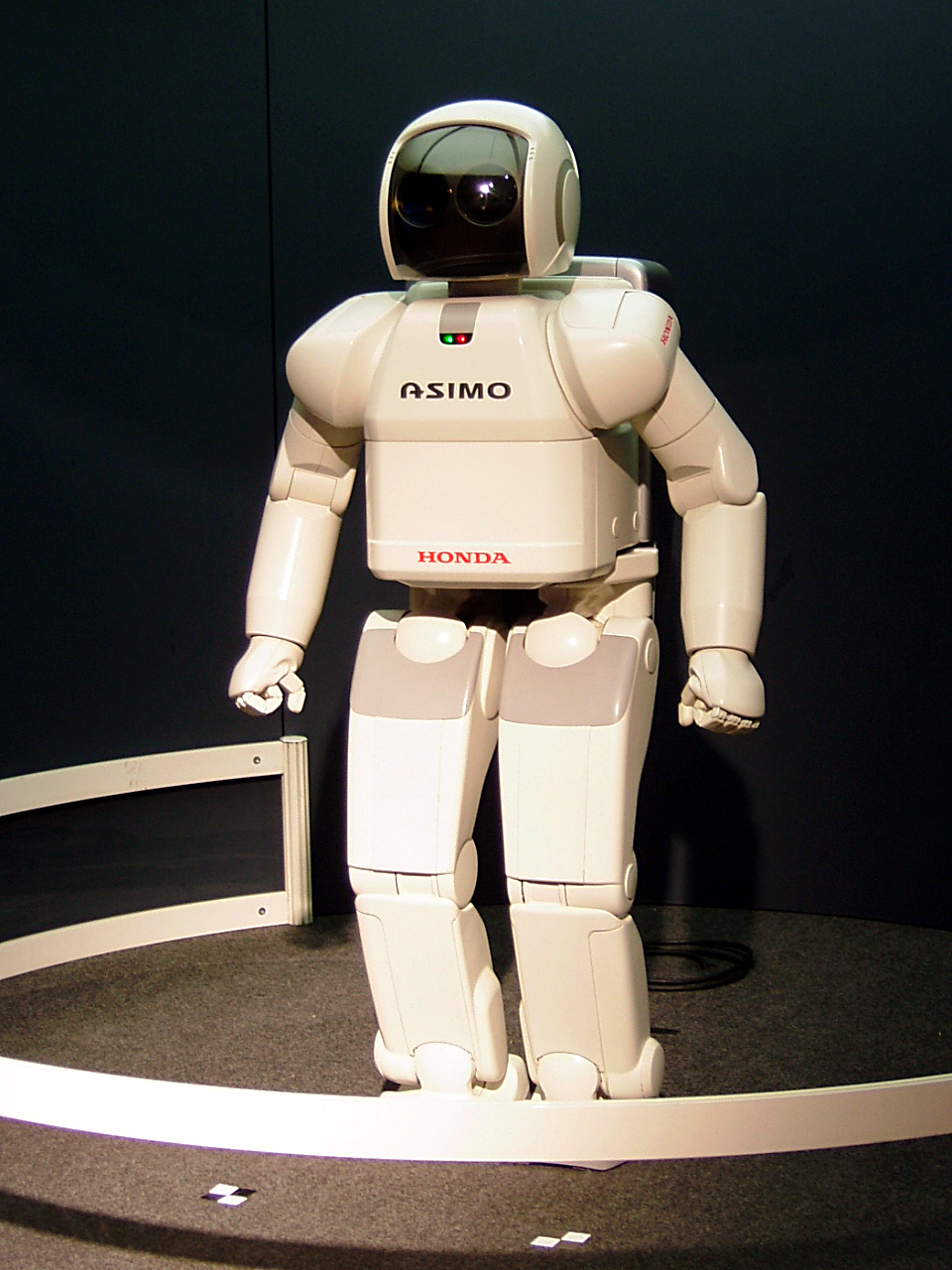
• أسيمو إنسان آلي صنعته هوندا

## أنواع الربوتات

### إنسان آلي
- آسيمو صنعته هوندا
- QRIO من سوني
- HOAP سلسلة الروبوتات المصنعة من قبل فوجيتسو[2]
- صديق نويوتا من شركة تويوتا.
- [3]
- EMIEW من هيتاشي

#### الأندرويد
أندرويد هي روبوتات مصممة لتكون مشابهة جداً للبشر 
- Actorid روبوت له هيئة انثى حقيقية ظهر بشكل بارز في إكسبو 2005 في اليابان
- هناكو 'Hanako' هو إنسان آلي صنع لتدريب طب الأسنان
[4]
- HRP-4C إنسان آلي له رأسي حقيقي مع شكل  لفتاة يابانية [5]

### ربوتات حيوانية (ذات أربع أرجل)
- AIBO هو كلب آلي تجاري صنع من قبل شركة سوني للإلكترونيات

### ربوتات اجتماعية
- Musio •
- PaPeRo
- Paro، روبوت فقمة صنع لأداء أغراض علاجية
- Wakamaru

### روبوتات حراسة
- Guardrobo D1 صنع من قبل سوجو للخدمات الأمنية.
- Banryu, صنعت من قبل سانيو TMSUKو [6]

### ربوتات منزلية
- سمارت-بال في صنعت من مجموعة ياسكاوا الكهربائية.[7]
- تويندي-ون طورت من قبل جامعة واسيدا.[8]
- تي آر بي روبينا صنعته شركة تويوتا.[9]

### ربوتات للحركة
- دبليو إل - 16 آر III طور من جامعة واسيدا وتي إم إس يو كيه.[10]
- آي-فوت طور من تويوتا.[11]
- •	اي-ريل طور من تويوتا i[12]
- موراتا الفتى وموراتا الفتاة دراجة هوائية مع روبوت سائق طور من قبل شركة موراتا الصناعية.[13]

### ربوتات الإنقاذ
- تي-53 إنريو، صنع من قبل TMSUK.[14]

### ربوتات صناعية شبيه بالبش
- HRP-3 PROMET Mk-II صنع من قبل شركة كاوادا للصناعات وصممه يوتاكا إيزوبوتشي.[15]
- HRP-4

### روبوتات رائدة للفضاء
- كيروبو أول روبوت ياباني رائد للفضاء وصل للمحطة الدولية للفضاء في 10 أغسطس 2013

### سيطرة الشركات اليابانية على سوق الربوتات
لأن الشركات اليابانية تتمتع بمصادر مالية عميقة وطويلة المدى وسوق محلية قوية، انتشرت ربوتاتها في العالم. القليل من الشركات غير اليابانية استطاعت البقاء في سوق الربوتات.

## الخصائص
CB² أو الطفل الروبوت هو ربوت له جسد محاكاة بيولوجية يتسطيع تتبع حركة الأجسام بعينيه. ويستطيع تذكر لمسات البشر بفضل مستشعر الضغط  197 ذو الغشاء الرقيق الموضوع تحت جلده المطاطي. أسادا، «فريق مهندسين ومختصين في الدماغ» عمل مع الكثير من النفسانيين والمختصين في المجال لصنع CB² يستطيع تسجيل التعبيرات العاطفية وربطها بالأحاسيس الجسدية.
مميزات الروبوتات تتطور بالتدريج، فقدراتها تتطور مع تطور التكنولوجيا، CB² تستطيع تعليم نفسها المشي مع مساعدة الإنسان عن طريق عضلاتها الواحدة والخمسين التي تتحرك بضغط الهواء.
يمكن للإنسان الآلي الياباني مثلاً الابتسام وإغماض العين وإظهار مشاعر الغضب والدهشة. أما الروبوت الياباني الحديث (HRP-4C) فيمكنه المشي والكلام بمساعدة 30 محركاً. هناك 8 محركات في الوجه تجعله يظهر تعابير الغضب والدهشة وإغماض العين والابتسام.
الروبوتات التي يلعب بها الأطفال في الغالب تشبه الحيوانات أو الدمى، وتستطيع إصدار أصوات مختلفة والحركة واللعب. الكلب الروبوت يستطيع تحريك ذيله والنباح والجري.
هناك أيضا روبوتات يمكن الركوب عليها والذهاب بها إلى أي مكان. هناك بعض الروبوتات اليابانية التي تتحرك بالدحرجة.

### امكانية التنقل والحركة
احد الخضائض التي تتميز بها الروبوتات اليابانية هي القدرة على الحركة والإنقال من مكان إلى اخر

## التطبيقات التجارية
وتشمل التطبيقات التجارية التي يمكن تصورها من الروبوتات أي نوع من النشاط الذي يمكن للروبوت القيام به في المجال المنزلي أو الصناعي.
العلماء اليابانيون يرون ان هناك العديد من التطبيقات التي تستطيع الربوتات القيام بها مستقبلا. في المسشفيات من الممكن ان تقدم الربوتات المساعدة لكبار السن، ومن الممكن ان يستبدل البشر بالروبوتات في العديد من النشاطات ز
الروبوتات ممكن ان تكون حلا لمشلكة قلة عدد الموآليد في اليابان وانكماش عدد القوى العاملة.

## التاريخ
تعتبر ناركيو كاراكوري أو دمى الميكانيكية من بين أقدم سلائف الروبوت اليابانية. خلال فترة إيدو (1603-1867)، طور تاكيدا-زا مسرحا للدمى الميكانيكية التي ازدهرت في منطقة دوتنبوري في أوساكا. صنع الحرفي الياباني هيساشيج تاناكا، المعروف باسم «أديسون اليابان»، مجموعةً من الألعاب الميكانيكية المعقدة للغاية، وبعضها كان قادراً على تقديم الشاي وإطلاق السهام من جعبة، أو حتى رسم كانجي ياباني. تم نشر النص التاريخي المختص في صناعة أجهزة ميكانيكية،  كاراكوري زوي (آلات مصورة) في عام 1796.
في عام 1928، تم تصميم وبناء الروبوت غاكوتنسوكو من قبل عالم الأحياء ماكوتو نيشيمورا.  الروبوت الخيآلي ذو الشعبية  شخصية الرسوم المتحركة أستروبوي، أو تيتسوان أتومو في اليابان. الروبوت المشهور، آسترو بوي، تم إنشاؤها من قبل خيال أوسامو تيزوكا وهو روبوت شهير خرجت من رحم الخيال العلمي الياباني.
في منتصف القرن 20، درس الأستاذ إيشيرو كاتو من جامعة واسيدا الإنسان الآلي. بدأ مشروع وابوت في عام 1967، وفي عام 1972 أكمل مشروع وابوت-1، أول إنسان آلي ذكي ذو جسد كامل على في العالم. كان لوابوت-1 يدين، ويمشى على قدمين، ويرى بعيون الكاميرا. نظام التحكم في أطرافها يسمح لها بالسير بالأطراف السفلية، ومسك ونقل الأشياء  بآليدين، وذلك باستخدام أجهزة استشعار باللمس. يسمح نظام الرؤية لها لقياس المسافات والاتجاهات للأجسام باستخدام المستقبلات الخارجية  عيون وآذان اصطناعية. نظام التحدث لديها سمح لها بالحديث باللغة اليابانية باستخدام فم اصطناعي. ومنذ ذلك الحين أصبحت اليابان الدولة الرائدة في مجال الربوتات.
في عام 1996، كشفت هوندا النقاب عن الإنسان الآلي P2؛ بعد ذلك بدأت عدة شركات ومعاهد تطوير الإنسان الآلي لأغراض عديدة.
بدأت شركة كاواساكي للروبوتات صناعة الربوتات منذ 40 سنة.
تقريبا 700,000 روبوت صناعة ياباني مستخدم في جميع أنحاء العالم في عام 1995 500,000 منها مستخدم في اليابان.
في 2012 بين 1,235,000 و1,500,000 روبوت صناعي كان في الخدمة.

## شركات الروبوتات اليابانية

### ربوتات عامة
- سوني
- هوندا
- تويوتا
- توشيبا

## وصلات خارجية «باللغة الإنجليزية»
- , from TIME.com
- Japanese robot video news, from DigInfo News
- Karakuri
- Japan's Playful Robot Partners
- "Tin Men" from Time Magazine
- "Better Than People", from the Economist
- "Japanese robots to guard shops and offices", from MSNBC
- RI-MAN
- Japanese robots
- ASIAN POP Robot Nation—Why Japan, and not America, is likely to be the world's first cyborg society - SFGate.com
- Nagoya Robot museum, Japan (page in Japanese)
- "Robots Can Now Bat, Smile, and Chat" from Trends in Japan